# Lijst van staatshoofden van Irak
Dit artikel geeft een Lijst van staatshoofden van Irak.
- 1534-1919: Onderdeel van het Osmaanse Rijk
- 1919-1932: Mandaatgebied van de Volkenbond (onder Brits bestuur)
- 1920: Staat Irak
- 1921: Koninkrijk Irak
- 1941: Fascistisch gekleurd bewind
- 1941-1947 Britse bezetting
- februari 1958: Federatie met Jordanië (Hasjemitisch Koninkrijk Irak)
- juli 1958: Republiek Irak
- 1990-1991: Irak bezet/annexeert Koeweit
- 2003-2004: Bezetting door de VS en het Verenigd Koninkrijk i.s.m. landen die tot de Coalitie behoren
- 28 juni 2004: Irak herwint zijn soevereiniteit, al-Yawar wordt interim-president

## Voorzitter van de Staatsraad
| Naam                                      | Periode   |
| ----------------------------------------- | --------- |
| Sayyid Abdul Rahman al-Haydari al-Gaylani | 1920-1921 |

## Koningen
| Naam          | Periode   |
| ------------- | --------- |
| Faisal I      | 1921-1933 |
| Ghazi I       | 1933-1939 |
| Faisal II (*) | 1939-1958 |

(*) Regenten: Abdul Ilah (1x) (1939-41); Sjaraf ibn Rajid al- Fawaz (apr.-juni 1941); Abdul Ilah (2x) (1941-53)

## Presidenten (tot 2003)
| Naam                                                     | Periode    | Partij       |
| -------------------------------------------------------- | ---------- | ------------ |
| Muhammad Najib al-Rubai (voorzitter Soevereiniteitsraad) | 1958-1963  | n/p          |
| Abdul Salam Arif                                         | 1963-1966  | ASU          |
| Abdul Rahman al-Bazzaz (a.i.)                            | april 1966 | n/p          |
| Abdul Rahman Arif                                        | 1967-1968  | ASU          |
| Ahmed Hassan al-Bakr                                     | 1968-1979  | BSP          |
| Saddam Hoessein                                          | 1979-2003  | BSP; 1991 BP |

## Voorzitters van deRevolutionaire Commandoraad
| Naam                 | Periode   | Partij       |
| -------------------- | --------- | ------------ |
| Ahmed Hassan al-Bakr | 1968-1979 | BSP          |
| Saddam Hoessein      | 1979-2003 | BSP; 1991 BP |

## Opperbevelhebbers van de Coalitietroepen
| Naam             | Periode         |
| ---------------- | --------------- |
| Tommy Ray Franks | april-jul. 2003 |
| John P. Ibizaid  | 2003-2004       |

## Presidenten (vanaf 2004)
| Naam                        | Periode    | Partij |
| --------------------------- | ---------- | ------ |
| sjeik Ghazi Mashal al-Yawar | 2004-2005  | n/p    |
| Jalal Talabani              | 2005-2014  | PUK    |
| Fuad Masum                  | 2014-2018  | PUK    |
| Barham Salih                | 2018-2022  | PUK    |
| Abdul Latif Rashid          | sinds 2022 | PUK    |

## Afkortingen
- ASU = Arabische Socialistische Unie (nationalistisch, socialistisch, pro-Nasser);
- BSP = Ba'ath Socialistische Partij (Arabisch-nationalistisch, socialistisch, anti-Nasser);
- BP = Ba'ath-partij (nationalistisch);
- PUK = Patriottische Unie van Koerdistan (streeft naar vergaande autonomie voor Koerdistan)